# Don Dee
Donald M. Dee (Booneville, Maryland, 9 de agosto de 1943 − North Kansas City, Misuri, 26 de noviembre de 2014) fue un baloncestista estadounidense. Con 2.01 de estatura, su puesto natural en la cancha era el de alero. Fue  campeón olímpico con Estados Unidos en los Juegos Olímpicos de México de 1968.